# Теруел МРЛ
Теруел МРЛ је вишецевни ракетни бацач направљен у Шпанији средином 1970-их. Прва верзија названа је Теруел 1. После оригиналне верзије направљене су и Теруел 2 и Теруел 3 који је ушао у службу у шпанске војске раних 1980-их. Око 100 оваквих система је направљено за потребе шпанске војске. Мали број примерака је извезен у Габон. 
Теруел 3 је базиран на Пегасо 3055 6x6 камиону. Возило покреће дизел мотор снаге 220 КС. Камион има и оклопљену кабину која пружа заштиту од паљбе из оружја малог калибра. Лансер се састоји од 40 лансирних цеви за 140,5 mm ракете. Стандардна ракета је дужине 2,04 m и тежи 56 kg. Домет ракете је 18 km. Ракета са повећаним дометом је дужине 3,23 m и тежи 76 kg и дометом до 25 km. Лансирање ракета обавља се за 30 секунди. Пре почетка паљбе стабилизатори морају бити спуштени, а заштитни штит (од експлозије) мора бити подигнут како би заштитио посаду у кабини.

## Корисници
- Габон: 8

### Бивши корисници
- Шпанија: 14 комада у службеној употреби до 2011.